# Пржецлавський Костянтин Леонардович
 Пржецла́вський Костянти́н Леона́рдович  (* 1828 — † 1876?) — художник.

## Біографія
Народився 1827 р. у Вінниці в багатодітній родині Леонарда (Леоніда) та Клотильди Пржецлавських (Пшеславських, Преславських, Прецлавських) римсько-католицького сповідання. Батько — з дворян з села Хорощу (тепер м. Хорощ у Польщі) Слонімського повіту Гродненської губернії Російської імперії. У 1806 р. почав військову службу, брав участь у походах, у 1821 р. в чині «капітана» був звільнений зі служби за станом здоров'я. Мати — Клотильда Радзієвська — донька дворянського депутата Махновського межевого суду.

У 1938—1841 рр. вчився у Махновському дворянському училищі, з 1841 до 1847 р. — у Вінницькій гімназії, поки ту не перевели до Білої Церкви. Навчаючись у гімназії, захопився живописом. У 1844 р. його пейзажний малюнок надсилався на оцінку до Академії мистецтв у Санкт-Петербурзі, де був визнаний експертами «дуже слабким».
Втім, він згодом стає «вільно приходящим» учнем по класу батального живопису професора Б. П. Віллевальде.
Перша академічна виставка — у 1855 р. з картиною «Росіяни у 1812 році» та «Портретом графа Зубова».

У 1857 р. в академічній виставці брала участь картина «Дівчинка з самоваром», а інша його робота «Сімейство бідного художника і покупець картин» одержала другу срібну медаль. У 1859 р. для виставки написана робота «Несподіване благодіяння», а перша срібна медаль — у його картини «Консультація».
У 1860 р. — роботи «Малоросійське сімейство», «Бандурист», «Кобзар. Малоросійська сцена». Мистецтвознавець І. С. Зільберштейн стверджує, що художнику для картини позував безпосередньо Тарас Шевченко. Про картину-портрет співчутливо тоді писала петербурзька газета «Северная пчела».
Картина «Остання ставка картяра» була написана для виставки 1862 р., але не взяла у ній участь через віковий ценз для авторів. Того ж року К. Пржецлавському було присвоєне звання «художника» з правом на чин 4-го класу.
Серед робіт у суспільному надбанні — «Сімейство бідного художника і покупець картин» (Державний Руський музей, м. Санкт-Петербург) та «Росіяни у 1812 році».
Подальша доля художника та атрибутація його картин потребує додаткових розшуків та уточнень.